# مستودع برمجيات
مستودع برمجيات أو خازنة برمجيات (بالإنجليزية: software repository) هو مكان تخزين حزم البرامج التي يمكن استرجاعها وتثبيتها على جهاز الحاسوب.

## اختيار المستودعات
| اللغة / الهدف | عملية تطوير الحزم                                                   | مستودع            | كيفية التثبيت          | منصة التطوير | Autochecks |
| ------------- | ------------------------------------------------------------------- | ----------------- | ---------------------- | ------------ | --- |
| سي++          |                                                                     | Boost             |                        |              | |
| هاسكل         | Common Architecture for Building Applications and Libraries (CABAL) | Hackage           |                        |              | |
| بيرل          |                                                                     | سي بي اي إن       |                        |              | |
| بي اتش بي     | PEAR                                                                | PECL              |                        |              | |
| بايثون        |                                                                     | فهرس حزمة بايثون ‏ | Python Package Manager |              | |
| آر            | R CMD check process                                                 | CRAN              | install.packages       | R-Forge      | Roughly weekly on 12 platforms or combinations of different version of R (devel, prerel, patched, release) with up to 7 different operating systems (different versions of Linux, Windows, and Mac). |
|               | Bioconductor                                                        | BiocLite.R        |                        |              | |
| روبي          | روبي جيمس ‏                                                          | روبي              |                        | RubyForge    | |
| تخ، لاتخ      |                                                                     | CTAN              |                        |              | |

(Parts of this table were copied from .)
1. ↑  موفق دعبول؛ مروان البواب؛ نزار الحافظ؛ نوار العوا (2017)، قائمة مصطلحات المعلوماتية (بالعربية والإنجليزية)، دمشق: مجمع اللغة العربية بدمشق، ص. 221، QID:Q112244705
2. ↑  Leisch، Friedrich. "Creating R Packages: A Tutorial" (PDF). مؤرشف من الأصل (PDF) في 2017-12-09.
3. ↑  Graves، Spencer B.؛ Dorai-Raj، Sundar. "Creating R Packages, Using CRAN, R-Forge, And Local R Archive Networks And Subversion (SVN) Repositories" (PDF). مؤرشف من الأصل (PDF) في 2017-07-05.